# Könkämä
De Könkämä, Zweeds: Könkämäälven of Könkömä älv, Fins, Samisch: Könkämäeno, vormt 112 km lang de grens van Zweden en Finland tussen grofweg stroom op Kilpisjärvi in Finland en stroom af tussen Karesuando in Zweden en Kaaresuvanto in Finland. De rivier sluit op de Kilpis aan, die uit het meer Kilpisjärvi komt. De rivier komt ongeveer 60 kilometer verderop door het Vittankimeer. De Könkämä hoort bij het stroomgebied van de Torne.
De Könkämä komt bij Karesuando met de Lätäseno samen en wordt de Muonio. De Könkämä is ondiep, heeft veel stroomversnellingen en is voor beroepsvaart niet geschikt, maar met een terreinauto en kano zijn er, bijvoorbeeld bij Peera, talloze mogelijkheden. Alleen aan Finse kant is er een verharde weg, de Europese weg 8. De rivier is in de winter bevroren en kan dan worden overgestoken. 
Een van de gemeenten waar de Könkämäeno doorheen stroomt heeft de naam van de rivier gekregen. Eno betekent rivier, Enontekiö betekent schepper van grote rivieren.
Könkämä → Muonio → Torne → Botnische Golf